# ターコイズ/サラバ/バタフライエフェクト
『ターコイズ/サラバ/バタフライエフェクト』は、2023年6月28日にVirgin Musicから発売された、日本のバンド・SEKAI NO OWARIのメジャー17作目、通算19作目のシングル。

## 概要
- 本作は「Habit」から、約1年ぶりとなるシングルで、メジャーデビューシングル「INORI」から、約12年ぶりとなるトリプルA面シングル。
- 本作は初回限定盤A・Bと、通常盤の3形態でリリース。3形態共に曲順がそれぞれ異なり、初回限定盤Aには『サラバ / バタフライエフェクト / ターコイズ』、初回限定盤Bには『バタフライエフェクト / ターコイズ / サラバ』、通常盤『ターコイズ / サラバ / バタフライエフェクト』（公式では通常盤がメイン）となっている。
- 収録曲の「サラバ」は2023年4月19日に、「ターコイズ」は同年5月16日にそれぞれ先行リリースされた。
- 「ターコイズ」はキリン「氷結」のテーマソングで、「サラバ」はフジテレビ系水曜ドラマ『わたしのお嫁くん』の主題歌、「バタフライエフェクト」は同ドラマのオープニングテーマ[1]。

## 収録曲

### CD

#### 通常盤「ターコイズ / サラバ / バタフライエフェクト」
1. ターコイズ [3:19]
作詞：Fukase
作曲：Fukase
編曲：SEKAI NO OWARI
2. サラバ [3:49]
作詞：Saori
作曲：Nakajin
編曲：SEKAI NO OWARI
3. バタフライエフェクト [3:08]
作詞：Saori
作曲：Saori
編曲：SEKAI NO OWARI
  - Saoriがボーカルを担当している。

#### 初回限定盤A「サラバ / バタフライエフェクト / ターコイズ」
1. サラバ
2. バタフライエフェクト
3. ターコイズ

#### 初回限定盤B「バタフライエフェクト / ターコイズ / サラバ」
1. バタフライエフェクト
2. ターコイズ
3. サラバ

### DVD

#### 初回限定盤A
- 「サラバ」Music Video
- 「サラバ」Music Video Making

#### 初回限定盤B
- 「ターコイズ」Music Video
- 「ターコイズ」Music Video Making

## 参加ミュージシャン
ターコイズ
- Fukase：ヴォーカル
- Nakajin：ギター、ベース、プログラミング、コーラス
- Saori：オルガン、アコーディオン
- 十亀正司：グレート・ハイランド・バグパイプ
- Mike Marrington：ドラムス

サラバ
- Fukase：ヴォーカル
- Nakajin：ギター、ベース、プログラミング、コーラス
- Saori：ピアノ、オルガン
- 真砂陽地、田沼慶紀：トランペット
- 須賀裕之：トロンボーン
- 馬場智章：サックス
- 柏倉隆史：ドラムス

バタフライエフェクト
- Saori：ヴォーカル、オルガン
- Nakajin：ギター、ベース、プログラミング
- 柏倉隆史：ドラムス
- SEKAI NO OWARI、Staff：クラップ

## タイアップ
| 曲名                 | タイアップ                                                    |
| -------------------- | ------------------------------------------------------------- |
| ターコイズ           | キリン『CLUB氷結』テーマソング                                |
| サラバ               | フジテレビ系 水曜ドラマ『わたしのお嫁くん』主題歌             |
| バタフライエフェクト | フジテレビ系 水曜ドラマ『わたしのお嫁くん』オープニングテーマ |

## テレビ披露
| 出演日 | 出演日  | 番組名                   | 放送局         | 演奏曲            |
| 年     | 月日    | 番組名                   | 放送局         | 演奏曲            |
| ------ | ------- | ------------------------ | -------------- | ----------------- |
| 2023年 | 6月5日  | CDTVライブ!ライブ!       | TBS系列        | ターコイズ サラバ |
| 2023年 | 6月16日 | ミュージックステーション | テレビ朝日系列 | ターコイズ        |
| 2023年 | 7月1日  | THE MUSIC DAY            | 日本テレビ系列 | ターコイズ        |
| 2023年 | 7月12日 | FNS歌謡祭 夏             | フジテレビ系列 | ターコイズ        |
| 2023年 | 7月15日 | 音楽の日                 | TBS系列        | ターコイズ        |

## 収録アルバム
| Diary （10） | ターコイズ （8） | バタフライエフェクト （9） |

| ターコイズ （8） | バタフライエフェクト （9） | Eve （10） |

| ROBO （11） | サラバ （12） |  |